# Zygmunt Strubel
Zygmunt Wacław Strubel (ur. 6 marca 1897 w Warszawie, zm. 29 marca 1959 w Londynie) – major kawalerii Wojska Polskiego, kawaler Orderu Virtuti Militari.

## Życiorys
Urodził się 6 marca 1897 w Warszawie, w rodzinie Ignacego (1872–1928), artysty malarza, i Wiktorii z Kozłowskich (1872–1948). W 1916 ukończył prywatną Szkołę Emiliana Konopczyńskiego w rodzinnym mieście i rozpoczął studia w Szkole Głównej Gospodarstwa Wiejskiego w Warszawie.
10 października 1918 w Mińsku Mazowieckim wstąpił do szwadronu kawalerii, który wchodził w skład Polskiej Siły Zbrojnej, a następnie został włączony w skład odtwarzanego 5 pułku ułanów. W szeregach tego oddziału walczył na wojnie z Ukraińcami, a następnie na wojnie z bolszewikami. Od 23 lutego do 20 czerwca 1920 był uczniem kawaleryjskiej 27. klasy Szkoły Podchorążych w Warszawie.
W sobotę 5 czerwca 1920 jako reprezentant Klubu Sportowego „Polonia” zwyciężył w „wyścigu pieszym Belweder–Stare Miasto” (później nazwanym I Biegiem Belwederskim), pokonując dystans 4200 m w czasie 14,52 min. W nagrodę otrzymał srebrny puchar.
Po ukończeniu szkoły wrócił do macierzystego pułku na froncie. 16 lutego 1921 został mianowany z dniem 1 stycznia 1921 podporucznikiem kawalerii. Po zakończeniu działań wojennych pozostał w wojsku jako oficer zawodowy i kontynuował służbę w 5 pułku ułanów w Ostrołęce. 3 maja 1922 został zweryfikowany w stopniu podporucznika ze starszeństwem od 1 lipca 1920 i 172. lokatą w korpusie oficerów jazdy (od 1924 – kawalerii). 12 lutego 1923 prezydent RP awansował go z dniem 1 stycznia 1923 na porucznika ze starszeństwem z 1 listopada 1921 i 7. lokatą w korpusie oficerów kawalerii. Od maja 1928 do października 1929 był przydzielony z macierzystego pułku do Dowództwa 2 Dywizji Kawalerii w Warszawie na stanowisko II oficera sztabu. W międzyczasie (2 kwietnia 1929) prezydent RP nadał mu z dniem 1 stycznia 1929 stopień rotmistrza  w korpusie oficerów kawalerii i 32. lokatą. Z dniem 15 października 1929 został przydzielony na siedmioipółmiesięczny kurs doskonalący młodszych oficerów kawalerii (tzw. kurs dowódców szwadronów) w Centrum Wyszkolenia Kawalerii w Grudziądzu. W październiku 1930 został przeniesiony do Centrum Wyszkolenia Kawalerii na stanowisko dowódcy szwadronu szkolnego Szkoły Podchorążych Kawalerii. Na majora awansował ze starszeństwem z 19 marca 1938 i 16. lokatą w korpusie oficerów kawalerii. W marcu 1939 na stanowisku dowódcy szwadronu zapasowego 5 puł.
21 sierpnia 1939 z rozkazu dowódcy Samodzielnej Grupy Operacyjnej „Narew” objął dowództwo odcinka „Myszyniec” z zadaniem opóźniania nieprzyjaciela na drodze Myszyniec–Ostrołęka. 31 sierpnia zdał dowództwo odcinka i został przydzielony do dowództwa 5 puł. 4 września dowodził wypadem na wsie Sokoły (niem. Sokollen) i Długi Kąt (niem. Klarheim), położone na terytorium III Rzeszy. 7 września zorganizował oddział złożony z żołnierzy–rozbitków 33 i 41 Dywizji Piechoty, i dowodził nim do 12 września. Od 14 września pełnił obowiązki zastępcy dowódcy 5 pułku ułanów. 6 października 1939, po kapitulacji pułku, dostał się do niemieckiej niewoli. Przebywał w Oflagu VII A Murnau.
Po uwolnieniu z niewoli wyjechał do Anglii i pozostał na emigracji. W czerwcu 1947 przebywał w Hursley. Później awansował na podpułkownika. Zmarł 29 marca 1959 w Londynie i został pochowany na cmentarzu St. Mary's (inaczej Battersea Rise) w Wandsworth. W tym samym grobie został pochowany major Konstanty Horoch (1892–1960). Symboliczny grób Zygmunta Strubla znajduje się na Cmentarzu Powązkowskim w Warszawie.

## Ordery i odznaczenia
- Krzyż Srebrny Orderu Wojskowego Virtuti Militari nr 3323 – 30 czerwca 1921[33][1][34][35]
- Krzyż Walecznych[36]
- Złoty Krzyż Zasługi[23]
- Medal Pamiątkowy za Wojnę 1918–1921[36]
- Medal Dziesięciolecia Odzyskanej Niepodległości[36]
- Państwowa Odznaka Sportowa[37]
- Odznaka Strzelecka[37]